# South Frontenac (Ontario)
South Frontenac to gmina (ang. township) w Kanadzie, w prowincji Ontario, w hrabstwie Frontenac.
Powierzchnia South Frontenac to 941,29 km².
Według danych spisu powszechnego z roku 2001 South Frontenac liczy 16 415 mieszkańców (17,44 os./km²).